# Cervecería Polar
Cervecería Polar C.A. is een Venezolaanse pils en werd voorheen gebrouwen in Caracas in het Distrito Capital. Nu wordt het bier in Amerika gebrouwen. Het was de grootste en bekendste brouwerij van het land. De brouwerij maakt samen met Alimentos Polar C.A. en Pepsicola Venezuela C.A. deel uit van de Empresas Polar.

## Geschiedenis
De Cervecería Polar C.A. werd opgericht in 1941 door Lorenzo Alejandro Mendoza Fleury, Rafael E. Lujan en Karl Eggers. De eerste brouwerij in Antímano had een jaarcapaciteit van 300.000 hl. In 1950 werd een tweede brouwerij opgestart in Barcelona, Anzoátegui, met een brouwcapaciteit van 500.000 hl/jaar.  In 1951 werd een derde brouwinstallatie met een brouwcapaciteit van 500.000 hl/jaar opgestart in Los Cortijos, Caracas, waar nu de huidige hoofdzetel is gevestigd. De bierproductie verdrievoudigde gedurende de zeventiger jaren en de productie werd onder meer opgedreven door middel van high-gravity brewing. In 1978 werd een nieuwe brouwerij opgestart in San Joaquín (Carabobo). De brouwerij heeft een marktaandeel van 85% in Venezuela en behoort tot de top-20 van grootste brouwerijen ter wereld. De oudste brouwerij in Antímano is ondertussen buiten dienst gesteld.
Medio 2015 werden twee van de zes brouwerijen gesloten vanwege een gebrek aan grondstoffen. Venezuela lijdt onder de lagere olieprijs en krijgt niet voldoende deviezen binnen om de grondstoffen te importeren. Met de maatregel werd een kwart van de capaciteit stilgelegd. President Maduro beschuldigde het bedrijf van sabotage door goederen vast te houden en daarmee een tekort te veroorzaken met stijgende prijzen tot gevolg. Eind april 2016 werden de overige brouwerijen gesloten om dezelfde reden. Zo’n 6500 werknemers hebben hun baan al verloren en als het laatste bier uit de voorraad is verkocht, komen daar nog een 3500 ontslagen bij. Maduro heeft gedreigd de fabriek te nationaliseren, dit is geen loze dreiging want Venezuela heeft al 1200 bedrijven genationaliseerd.

## Bieren
- Solera, 6%
- Solera Light, 4,3%
- Polar Pilsen, 5%
- Polar ICE, 4,5%
- Polar Light, 4%
- Polar ZERO